# ۳۴ (میلادی)
سال ۳۴ میلادی یک سال مشترک بود که از روز جمعه در تقویم ژولیانی آغاز می‌شد. در آن زمان، این سال به عنوان سال کنسولی پرسیکوس و ویتلیوس شناخته می‌شد. نامگذاری این سال به سال ۳۴ میلادی از اوایل قرون وسطی، زمانی که تقویم آنو دومینی  به روش رایج در اروپا برای نامگذاری سال‌ها تبدیل شد، مورد استفاده قرار گرفته است.

## رویدادها
بر اساس مکان
امپراتوری روم
- پل رومی پونت دو گارد، با طول تقریبی ۵۰ کیلومتر، در قرن اول میلادی ساخته شد.[۱]
- مداخله روم در ارمنستان (۳۴–۳۷ میلادی).[۲]

اروپا
- مردم بومی داسیا علیه قبیله سرمتی یازیگ شوریدند. یازیگ‌های ایرانی‌تبار بر مردم داسیا چیره شده بودند.

بر اساس موضوع
دین
- استیفان، یکی از هفت خادم کلیسای اولیه، طبق منابع مسیحی به دلیل تبلیغ مسیحیت اعدام شد. (تاریخ احتمالی).
- سائول طرسوسی، در جاده دمشق، به مسیحیت گروید و پولس رسول شد (تاریخ احتمالی).
- بر اساس یک طرح تاریخ‌گذاری، پولس و برنابا در انطاکیه اعلام می‌کنند که شروع به بشارت دادن به غیریهودیان خواهند کرد.[۳]

## زادروزها
- 4 دسامبر - آئولوس پرسیوس فلاکوس، شاعر رومی (متوفی 62 پس از میلاد)
- مریمنه، دختر هرود آگریپا (تاریخ تقریبی)
- ژانگ دائولینگ، استاد تائوئیسم چینی (متوفی ۱۵۶)

## مرگ‌ها
- آرتاشس سوم، پادشاه دست‌نشانده روم در ارمنستان (متولد ۱۳ پیش از میلاد)
- فیلیپ تتراک، حاکم یهودی باتانیا
- سنت استفان، نخستین کشتهٔ مسیحیت (به‌دست رهبران دین یهود سنگسار شد).